# Pherbellia dorsata
Pherbellia dorsata är en tvåvingeart som först beskrevs av Zetterstedt 1846.  Pherbellia dorsata ingår i släktet Pherbellia och familjen kärrflugor. Arten är reproducerande i Sverige. Inga underarter finns listade i Catalogue of Life.